# Середа Марія Степанівна
Середа́ Марі́я Степа́нівна (нар.20 жовтня 1939, с. Колодрібка Заліщицького району Тернопільської області) — українська господарниця, кавалер двох орденів Леніна (1966, 1971), Герой соціалістичної праці (1971) 

## Біографія
Марія Середа народилася 20 жовтня 1939 року в селі Колодрібка на Тернопільщині.
Освіту здобула у Кам’янець-Подільському сільськогосподарському інституті.
Працювала ланковою, з 1970 року — бригадиром рільницької бригади, а у 1971 стала головою правління колгоспу в рідному селі.
1971 року вона отримала звання Героя соціалістичної праці.
Пізніше стала директором консервного заводу в селі Колодрібка Заліщицького району Тернопільської області.

## Нагороди
- Герой соціалістичної праці (1971)
- Орден Леніна (1966, 1971)
- Нагороджена іншими медалями СРСР.